# 47 mm armata Hotchkiss M1885
Armata morska 47 mm Hotchkiss M1885 (modèle 1885, wz. 1885) – francuska szybkostrzelna armata morska opracowana w zakładach Hotchkiss, produkowana także w innych krajach i szeroko używana na świecie na przełomie XIX i XX wieku. Charakteryzowała się lufą o długości względnej 40 kalibrów (L/40). Znana też jako armata 3-funtowa (3pdr) Hotchkissa. 

## Historia

### Projekt, rozwój i użycie we Francji
Szybkostrzelna armata morska kalibru 47 mm modèle 1885 została opracowana we francuskich zakładach zbrojeniowych Hotchkiss. We Francji została nazwana: canon à tir rapide à grande puissance système Hotchkiss (armata szybkostrzelna dużej mocy systemu Hotchkiss), natomiast w nomenklaturze anglojęzycznej znana była jako armata szybkostrzelna (QF – quick firing) 3-funtowa (3pdr) Hotchkiss. We francuskiej systematyce określana długością lufy 40 kalibrów (L/40). Poprzednio marynarka francuska stosowała armatę wielolufową Hotchkiss M1879 tego samego kalibru, lecz dostrzeżono potrzebę skonstruowania działa o mniejszej masie, a przy tym wystrzeliwującego celniej cięższe pociski o większej sile penetracji. Zakładano szybkostrzelność 12 strz./min, a bez celowania, 25 strz./min. Lawetę do niej zaakceptowano 19 sierpnia 1887 roku, a tarczę pancerną 31 października 1889 roku. Później opracowano lawetę z 22 września 1902 roku. Istniała też wersja półautomatyczna oznaczona dodatkowym skrótem TSA
Armata systemu Hotchkissa była standardowym działem francuskim służącym do obrony przeciwko torpedowcom z małych odległości końca XIX wieku. We Francji wyprodukowano około tysiąca sztuk, używanych na okrętach, a także stanowiskach brzegowych. Oprócz Francji była produkowana na licencji w Rosji i Wielkiej Brytanii. Była przez to jednym z najbardziej rozpowszechnionych dział morskich małego kalibru na świecie. Poszczególne wersje mogły się różnić od francuskiej. We Francji zastąpiono ją następnie przez armatę Hotchkissa 47 mm M1902 o długości lufy L/50, strzelającą 2-kilogramowymi pociskami.

### Rozwój i użycie w innych krajach

#### Wielka Brytania
Wersja brytyjska, określona jako 3pdr Hotchkiss Mk I, produkowana była od 1889 roku przez królewskie zakłady w Woolwich w liczbie 3133 sztuk. Produkowane były także przez prywatne zakłady Armstronga, między innymi na eksport. Istniała także wersja Mk II na lądowej lawecie kołowej. Brytyjskie działa oznaczone Mk III były zbudowane dla Japonii w zakładach Armstronga w Elswick i następnie reeksportowane z powrotem podczas I wojny światowej, a Mk IV były zdobycznymi rosyjskimi działami importowanymi z Japonii (łącznie 205 obu modeli). Jako uzbrojenie brytyjskich okrętów zostały one zastąpione przez działa 3-funtowe Vickersa L/50 tego kalibru.

#### USA
W służbie amerykańskiej działa systemu Hotchkissa oznaczano jako 3pdr Mk I Mod 1 (francuskie) i Mk VIII (brytyjskie Armstronga). W marynarce Austro-Węgier działa te oznaczone były 47 mm SFK L/44 H, biorąc pod uwagę długość działa. Od 1897 roku analogiczne działa oznaczone L/44 S, o tej samej długości (2048 mm), dostarczała dla marynarki austro-węgierskiej czeska Škoda.

#### Rosja
Armaty 47 mm Hotchkissa były licznie używane w Rosji – w 1901 roku posiadano ich 963. Były one też produkowane na licencji w Zakładach Obuchowskich. W Rosji armaty miały długość lufy określaną w kalibrach jako L/43,5 (2048 mm – w rzeczywistości była to długość działa). Początkowo używane były na sztywnych podstawach Hotchkissa, następnie od 1888 roku także na podstawach z oporopowrotnikiem hydrauliczno-sprężynowym, o masie 524 kg (produkcji Hotchkissa) lub 532 kg (produkcji rosyjskiej), z kątem podniesienia do 25°. Od 1898 roku produkowano własne podstawy konstrukcji A. Mellera z hydrauliczno-pneumatycznym oporopowrotnikiem, o masie 213 kg. Podczas I wojny światowej armaty te modyfikowano do celów ognia przeciwlotniczego, z  kątem podniesienia do 85°, a także używano na improwizowanych lawetach do walk lądowych

#### Polska
Armaty te, oznaczone jako wz. 1885, używane były także w polskiej Marynarce Wojennej w okresie międzywojennym. W 1923 roku posiadano ich 38 sztuk, prawdopodobnie zdobycznych pochodzenia rosyjskiego. Stanowiły początkowe uzbrojenie torpedowców, trałowców typu FM oraz kanonierek „Generał Haller” i „Komendant Piłsudski”, a także m.in. transportowca „Warta”. Później zostały zdemontowane z okrętów i przekazane do magazynów w Modlinie. Sześć armat było używanych na hulku szkolnym ORP „Bałtyk” jako salutacyjne. Podczas kampanii wrześniowej 1939 roku przynajmniej 19 armat zostało użytych w improwizowanych stanowiskach na lądzie w ramach Lądowej Obrony Wybrzeża, także do obrony przeciwpancernej. Dwie armaty ustawiono w artylerii nadbrzeżnej w baterii XI „Canet”, a trzy na molo portu w Gdyni do obrony przeciwdesantowej.

## Opis techniczny (wersja francuska)

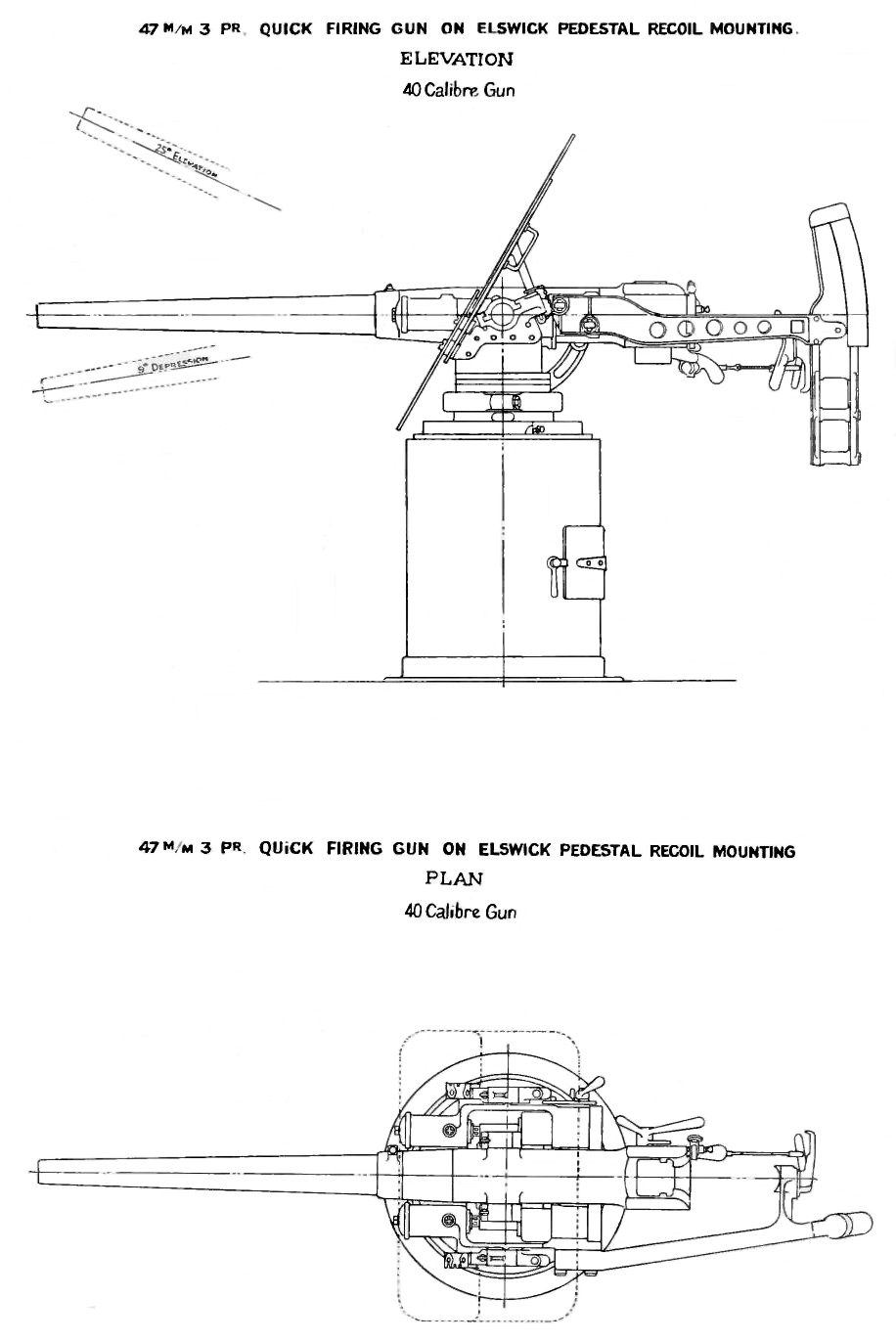
Rysunki wersji brytyjskiej

Armata posiadała lufę z wkładką rdzeniową. Długość lufy wynosiła 1878,25 mm (L/40 – 40 kalibrów), długość działa 2048 mm (L/43,6), a długość drogi pocisku 1538 mm. Zamek klinowy o ruchu pionowym – otwierany samoczynnie po strzale. Po obu bokach lufy umieszczone były cylindry oporopowrotników hydrauliczno-sprężynowych. Istniała też wersja bez oporopowrotników (fr. sans recul). Mechanizm spustowy był typu pistoletowego – język spustowy na rękojeści. Naprowadzanie w kierunku i podniesieniu odbywało się ręcznie, za pomocą metalowej kolby wyposażonej w drewnianą oporę. Armata (lufa z zamkiem) ważyła 237 kg, a sam zamek 18 kg. Łoże z oporopowrotnikami ważyło 103 kg.
Armata strzelała nabojami o masie pocisku 1,5 kg. Pociski były dwóch typów, żeliwne o długości 3,7 kalibru (materiał wybuchowy: 55 g prochu) lub stalowe o długości 3,21 kalibru (materiał wybuchowy: 20 lub 22 g prochu lub melinitu). Ładunek miotający w pierwszym wypadku wynosił 272 g, a w drugim 290 g. Naboje scalone miały długość odpowiednio 518,3 mm i 509 mm. Pociski osiągały prędkość wylotową 650 m/s, a na 2000 metrów miały prędkość 300 m/s.
Typowa francuska podstawa składała się z ośmiu nóg z płaskowników, ułożonych w kształt stożka, połączonych u góry głowicą, a u dołu pierścieniem. Masa podstawy wynosiła 300 kg, a kompletnego działa 775 kg.